# Zacharias Dase

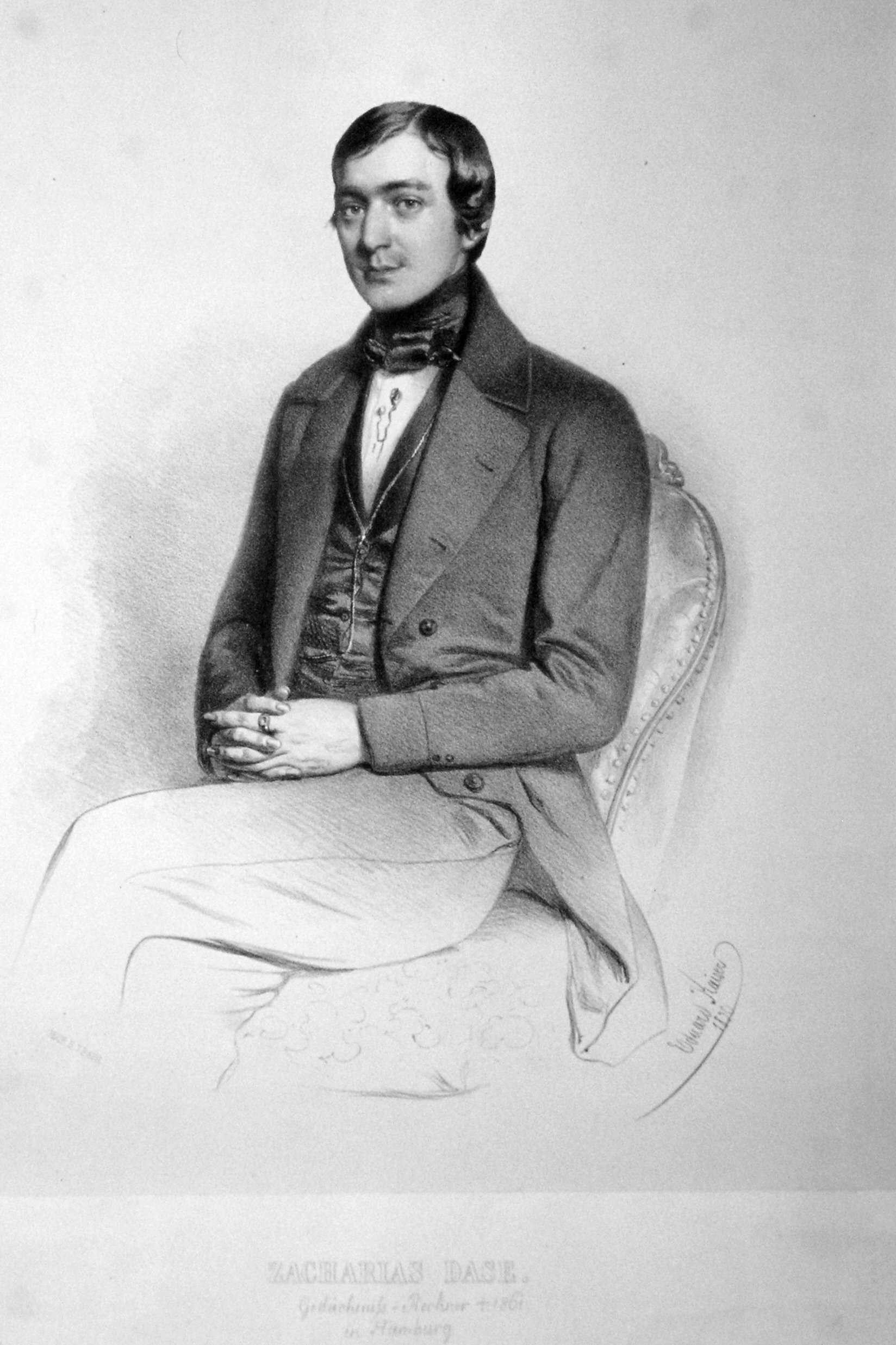
Zacharias Dase, litografi av Eduard Kaiser, 1850.

Johann Martin Zacharias Dase, född den 23 juni 1824 i Hamburg, död där den 11 september 1861, var en tysk räknekonstnär. 
Redan vid 15 års ålder uppträdde Dase offentligt och väckte uppmärksamhet genom sin ovanliga förmåga att behärska vidlyftiga aritmetiska uppgifter. Dase beräknade och utgav åtskilliga nyttiga tabellverk, varibland märks en tabell över faktorerna till de första nio miljonerna 
heltal.